# كليفورد روس
كليفورد روس (بالإنجليزية: Clifford Ross)‏ هو رسام ومصور وفنان أمريكي، ولد في 15 أكتوبر 1952 في نيويورك في الولايات المتحدة.